# 汪道涵
汪道涵（1915年3月27日—2005年12月24日），原名汪导淮，男，安徽嘉山人，中华人民共和国政治人物。

## 生平
1915年，汪道涵生于安徽省盱眙县（1932年分設嘉山县，今明光市）。1932年考入上海的交通大学机械系学习。1933年1月参加中国共产党领导的革命工作。1933年3月加入中国共产党，同年11月底遭国民政府军警逮捕，三个月后被家人保释出狱，随后回到家乡继续从事革命工作。1937年春，复考入光华大学（今华东师范大学）理学院数理系，插入二年级继续读书。
七七事变后，汪道涵赴延安。1938年1月，他来到新四军工作，历任新四军第四支队战地服务团副团长、团长；后参加新四军第五支队。其间参与了皖东抗日根据地的开辟。1940年3月起，历任嘉山县抗日民主政府县长、中共嘉山县委书记兼县长。1942年1月，任淮南行署（津浦路东）副主任。1943年2月，任淮南行署副主任兼津浦路东专员。后来出任中共淮南地委财经部部长兼淮南行署副主任。1945年后，历任苏皖边区政府财政厅副厅长、建设厅副厅长，华中军区、山东军区军工部部长兼政委，胶东区行署代主任，安徽省财办主任。
1949年后，汪道涵历任杭州市军管会副主任兼财经部部长，浙江省财办副主任、浙江省财政厅厅长兼浙江省商业厅厅长，华东军政委员会工业部部长。1952年后，历任第一机械工业部副部长、对外经济联络委员会常务副主任。文化大革命期间，汪道涵遭受迫害。1978年后，历任对外经济联络部副部长，国家进出口管理委员会、外国投资管理委员会副主任。1980年后，历任中共上海市委书记（当时有第一书记），上海市人民政府副市长、代市长、市长。
1985年，退出领导岗位，改任上海市人民政府顾问、国务院上海经济区规划办公室主任。1985年12月28日，上海市台湾研究会成立，汪道涵被推举为上海市台湾研究会名誉会长。1985年，美国塔夫茨大学授予其公共管理学名誉博士称号，以赞扬其在上海市市长任内的政绩。美国芝加哥市也授予他荣誉市民称号。1985年，汪道涵增选为中顾委委员；1987年，再度当选为中顾委委员。1990年，当选为宋庆龄基金会副主席。1993年11月，被推选为第九届上海市工商联名誉会长。1994年，被上海交通大学董事会聘为名誉董事长。他还是北京大学、复旦大学、同济大学等高校的客座教授。
1991年12月16日，海峡两岸关系协会在北京成立，汪道涵被推举为会长。1992年，任中共中央对台工作领导小组成员。1993年4月，汪道涵与海基会董事长辜振甫在新加坡举行第一次，签署了《汪辜会谈共同协议》等四项协议。1998年10月14日，两人又在上海和平饭店和平厅进行了“自然对话”。2005年5月3日，中国国民党主席连战在首次访问上海时，也专程与汪道涵在锦江饭店锦江小礼堂会面。2005年12月8日，汪道涵獲香港中文大學頒授榮譽法學博士學位。
汪道涵是中共八大、十二大、十三大、十四大、十五大代表，中共第十二届中央候补委员。他是第五、六届全国人大代表。
2005年12月24日，汪道涵在上海瑞金醫院病逝，享年90岁。12月30日上午10时，汪道涵遗体告别仪式在龙华殡仪馆大厅举行。江泽民親自前往吊唁汪道涵。

## 家庭
- 父：汪雨相，同盟会元老[8]。
- 元配：戴锡可，生有二子三女后病逝。
  - 长子：汪致远，中国人民解放军总装备部科技委员会副主任、中将。
  - 次子：汪致重，上海海湾投资董事长。
  - 长女：汪东宁，上海国际经济文化交流公司总经理。
  - 三女：汪凝，吉大正元董事长。
- 继室：孙维聪
  - 幼子：汪雨（孙维聪生）
- 汪导洋（1930年出生）、汪导海（1924年出生），兄弟关系，两人均任中央办公厅机要局局长。